# حجازه بحری
حجازه بحری، روستایی از توابع شهرستان قوص در استان قنا و کشور مصر است.

## جمعیت
براساس سرشماری سال ۲۰۰۶ مصر، جمعیت آن ۱۷۶۹۱ نفر( ۹۰۰۳ مرد و ۸۶۸۸ زن ) بوده‌است.